# Echinochloa helodes
Echinochloa helodes là một loài thực vật có hoa trong họ Hòa thảo. Loài này được (Hack.) Parodi mô tả khoa học đầu tiên năm 1925.